# Aristó de Pel·la
Aristó de Pel·la (grec antic: Ἀρίστων) va ser un escriptor grec nascut a Pel·la (Palestina) que va viure en temps de l'emperador Hadrià.
La data en què va viure es dedueix d'una obra que va escriure sobre la revolta dels jueus durant el regnat d'Hadrià, citada per Eusebi de Cesarea a la Història eclesiàstica.
Però és més conegut per una altra obra, διάλεξις Παπίσκου καὶ Ἰάσονος un Diàleg entre Papiscus, un jueu i Jason, un jueu cristià, on Jason convenç Papiscus de la veritat de la religió cristiana, obra que va ser traduïda al llatí per un Cels o potser per Cebrià de Cartago, però el treball, excepte alguns fragments, s'ha perdut.